# Imad Mizouri
Imad Mizouri (arab. ‏عماد الميزوري‎; ur. 20 października 1966) – tunezyjski piłkarz grający na pozycji obrońcy. W swojej karierze rozegrał 43 mecze w reprezentacji Tunezji.

## Kariera klubowa
Całą swoją karierę piłkarską Mizouri spędził w klubie Étoile Sportive du Sahel. W 1985 roku zadebiutował w nim w pierwszej lidze tunezyjskiej i grał w nim do 1994 roku. W sezonach 1985/1986 i 1986/1987 wywalczył z nim dwa mistrzostwa Tunezji.

## Kariera reprezentacyjna
W reprezentacji Tunezji Mizouri zadebiutował 29 października 1986 w zremisowanym 3:3 towarzyskim meczu z Bułgarią, rozegranym w Tunisie. W 1988 roku wziął udział w Igrzyskach Olimpijskich w Seulu. W 1994 roku został powołany do kadry na Puchar Narodów Afryki 1994. Na tym turnieju rozegrał dwa mecze grupowe: z Mali (0:2) i z Zairem (1:1). Od 1986 do 1994 roku rozegrał w kadrze narodowej 43 spotkania.